# Gouvernement Tudose
Roumanie
Grindeanu Dăncilă
Le gouvernement Tudose (en roumain : Guvernul Mihai Tudose) est le gouvernement de la Roumanie du 29 juin 2017 au 29 janvier 2018, durant la huitième législature du Parlement.

## Historique du mandat
Dirigé par le nouveau Premier ministre social-démocrate Mihai Tudose, ministre sortant de l'Économie, ce gouvernement est constitué et soutenu par une coalition de centre gauche entre le Parti social-démocrate (PSD) et l'Alliance des libéraux et démocrates (ALDE). Ensemble, ils disposent de 174 députés sur 329, soit 52,9 % des sièges de la Chambre des députés, et 76 sénateurs sur 136, soit 55,9 % des sièges du Sénat.
Il est formé à la suite du renversement du gouvernement de l'ex-social démocrate, Sorin Grindeanu, renversé au début du mois.

### Formation
La composition est annoncée le 28 juin.
Il remporte le vote de confiance le 29 juin au Parlement par 275 voix pour, soit 41 de plus que la majorité constitutionnelle requise, grâce au soutien apporté par l'UDMR et les députés représentants les minorités nationales.

### Évolution
Le 12 octobre 2017, Rovana Plumb et Sevil Shhaideh démissionnent à la suite d'un scandale de corruption. Le gouvernement est alors remanié le 17 octobre avec l'entrée de trois nouveaux ministres.
Le 24 novembre, les deux chambres du Parlement sont réunies en séance commune pour s'exprimer sur une motion de censure déposée par l'opposition contre le gouvernement. Les parlementaires du PSD, et de l'ALDE s’abstiennent lors de ce vote, alors que ceux du PNL, de l'USR et du PMP votent en faveur de la motion et ceux de l’UDMR ne prennent part au vote. La motion rassemble 159 votes, loin des 233 votes nécessaires pour être adoptée.
Le 12 janvier 2018, les deux chambres du Parlement sont de nouveau réunies en séance commune pour s'exprimer sur une motion de censure déposée par l'opposition contre le gouvernement. Les parlementaires du PSD et de l'ALDE s’abstiennent lors de ce vote, alors que ceux du PNL, de l'USR et du PMP votent en faveur de la motion et ceux de l’UDMR ne prennent part au vote.

### Succession
Mis en minorité lors d'un vote interne du PSD, le 16 janvier 2018, Mihai Tudose démissionne, et annonce qu'il n'assurera pas l'intérim à la tête du gouvernement. La nomination du vice-Premier ministre Paul Stănescu, pour une période intérimaire maximum de quarante-cinq jours, est annoncée. Finalement, le président Klaus Iohannis décide de nommer le ministre de la Défense Mihai Fifor. Le jour même, le PSD propose la députée européenne Viorica Dăncilă pour lui succéder. Le 17 janvier 2018, le président Iohannis nomme celle-ci au poste de Premier ministre. Elle prend ses fonctions le 29 janvier, devenant ainsi la première femme à diriger un gouvernement en Roumanie.

## Composition

### Initiale (29 juin 2017)
| Fonction | Titulaire | Titulaire                                                          | Parti |
| --- | --------- | ------------------------------------------------------------------ | ----- |
| Premier ministre                                                                                               |           | Mihai Tudose                                                       | PSD   |
| Vice-Première ministre Ministre du Développement régional, de l'Administration publique et des Fonds européens |           | Sevil Shhaideh                                                     | PSD   |
| Vice-Première ministre Ministre de l'Environnement                                                             |           | Grațiela Gavrilescu                                                | ALDE  |
| Vice-Premier ministre                                                                                          |           | Marcel Ciolacu                                                     | PSD   |
| Ministre des Affaires intérieures                                                                              |           | Carmen Dan                                                         | PSD   |
| Ministre des Affaires étrangères                                                                               |           | Teodor Meleșcanu                                                   | ALDE  |
| Ministre de la Défense nationale                                                                               |           | Adrian Țuțuianu (jusqu'au 06/09/2017) Marcel Ciolacu (par intérim) | PSD   |
| Ministre des Finances publiques                                                                                |           | Ionuț Mișa                                                         | PSD   |
| Ministre de la Justice                                                                                         |           | Tudorel Toader                                                     | Sans  |
| Ministre de l'Agriculture et du Développement rural                                                            |           | Petre Daea                                                         | PSD   |
| Ministre de l'Éducation nationale                                                                              |           | Liviu Pop                                                          | PSD   |
| Ministre du Travail et de la Justice sociale                                                                   |           | Lia Olguța Vasilescu                                               | PSD   |
| Ministre de l'Économie                                                                                         |           | Mihai Fifor                                                        | PSD   |
| Ministre de l'Énergie                                                                                          |           | Toma Petcu                                                         | ALDE  |
| Ministre des Transports                                                                                        |           | Răzvan Cuc                                                         | PSD   |
| Ministre pour le Milieu des affaires, le Commerce et l'Entrepreneuriat                                         |           | Ilan Laufer                                                        | PSD   |
| Ministre de la Santé                                                                                           |           | Florian Bodog                                                      | PSD   |
| Ministre de la Culture et de l'Identité nationale                                                              |           | Lucian Romașcanu                                                   | PSD   |
| Ministre des Eaux et des Forêts                                                                                |           | Doina Pană                                                         | PSD   |
| Ministre de la Recherche et de l'Innovation                                                                    |           | Lucian Georgescu                                                   | PSD   |
| Ministre des Communications et de la Société d'information                                                     |           | Lucian Șova                                                        | PSD   |
| Ministre de la Jeunesse et des Sports                                                                          |           | Marius Dunca                                                       | PSD   |
| Ministre du Tourisme                                                                                           |           | Mircea-Titus Dobre                                                 | PSD   |
| Ministre pour les Roumains de l'étranger                                                                       |           | Andreea Păstârnac                                                  | PSD   |
| Ministre de la Consultation publique et du Dialogue social                                                     |           | Gabriel Petrea                                                     | PSD   |
| Ministre pour les Relations avec le Parlement                                                                  |           | Viorel Ilie                                                        | ALDE  |
| Ministre déléguée aux Fonds européens                                                                          |           | Rovana Plumb                                                       | PSD   |
| Ministre déléguée aux Affaires européennes                                                                     |           | Victor Negrescu                                                    | PSD   |

### Remaniement du12 septembre 2017
- Les nouveaux ministres sont indiqués en gras, ceux ayant changé d'attributions en italique.

| Fonction | Titulaire | Titulaire            | Parti |
| --- | --------- | -------------------- | ----- |
| Premier ministre                                                                                               |           | Mihai Tudose         | PSD   |
| Vice-Première ministre Ministre du Développement régional, de l'Administration publique et des Fonds européens |           | Sevil Shhaideh       | PSD   |
| Vice-Première ministre Ministre de l'Environnement                                                             |           | Grațiela Gavrilescu  | ALDE  |
| Vice-Premier ministre                                                                                          |           | Marcel Ciolacu       | PSD   |
| Ministre des Affaires intérieures                                                                              |           | Carmen Dan           | PSD   |
| Ministre des Affaires étrangères                                                                               |           | Teodor Meleșcanu     | ALDE  |
| Ministre de la Défense nationale                                                                               |           | Mihai Fifor          | PSD   |
| Ministre des Finances publiques                                                                                |           | Ionuț Mișa           | PSD   |
| Ministre de la Justice                                                                                         |           | Tudorel Toader       | Sans  |
| Ministre de l'Agriculture et du Développement rural                                                            |           | Petre Daea           | PSD   |
| Ministre de l'Éducation nationale                                                                              |           | Liviu Pop            | PSD   |
| Ministre du Travail et de la Justice sociale                                                                   |           | Lia Olguța Vasilescu | PSD   |
| Ministre de l'Économie                                                                                         |           | Gheorghe Șimon       | PSD   |
| Ministre de l'Énergie                                                                                          |           | Toma Petcu           | ALDE  |
| Ministre des Transports                                                                                        |           | Răzvan Cuc           | PSD   |
| Ministre pour le Milieu des affaires, le Commerce et l'Entrepreneuriat                                         |           | Ilan Laufer          | PSD   |
| Ministre de la Santé                                                                                           |           | Florian Bodog        | PSD   |
| Ministre de la Culture et de l'Identité nationale                                                              |           | Lucian Romașcanu     | PSD   |
| Ministre des Eaux et des Forêts                                                                                |           | Doina Pană           | PSD   |
| Ministre de la Recherche et de l'Innovation                                                                    |           | Lucian Georgescu     | PSD   |
| Ministre des Communications et de la Société d'information                                                     |           | Lucian Șova          | PSD   |
| Ministre de la Jeunesse et des Sports                                                                          |           | Marius Dunca         | PSD   |
| Ministre du Tourisme                                                                                           |           | Mircea-Titus Dobre   | PSD   |
| Ministre pour les Roumains de l'étranger                                                                       |           | Andreea Păstârnac    | PSD   |
| Ministre de la Consultation publique et du Dialogue social                                                     |           | Gabriel Petrea       | PSD   |
| Ministre pour les Relations avec le Parlement                                                                  |           | Viorel Ilie          | ALDE  |
| Ministre déléguée aux Fonds européens                                                                          |           | Rovana Plumb         | PSD   |
| Ministre déléguée aux Affaires européennes                                                                     |           | Victor Negrescu      | PSD   |

### Remaniement du17 octobre 2017
- Les nouveaux ministres sont indiqués en gras, ceux ayant changé d'attributions en italique.

| Fonction | Titulaire | Titulaire                                           | Parti |
| --- | --------- | --------------------------------------------------- | ----- |
| Premier ministre                                                                                              |           | Mihai Tudose (jusqu'au 16/01/2018) Mihai Fifor a.i. | PSD   |
| Vice-Premier ministre Ministre du Développement régional, de l'Administration publique et des Fonds européens |           | Paul Stănescu                                       | PSD   |
| Vice-Première ministre Ministre de l'Environnement                                                            |           | Grațiela Gavrilescu                                 | ALDE  |
| Vice-Premier ministre                                                                                         |           | Marcel Ciolacu                                      | PSD   |
| Ministre des Affaires intérieures                                                                             |           | Carmen Dan                                          | PSD   |
| Ministre des Affaires étrangères                                                                              |           | Teodor Meleșcanu                                    | ALDE  |
| Ministre de la Défense nationale                                                                              |           | Mihai Fifor                                         | PSD   |
| Ministre des Finances publiques                                                                               |           | Ionuț Mișa                                          | PSD   |
| Ministre de la Justice                                                                                        |           | Tudorel Toader                                      | Sans  |
| Ministre de l'Agriculture et du Développement rural                                                           |           | Petre Daea                                          | PSD   |
| Ministre de l'Éducation nationale                                                                             |           | Liviu Pop                                           | PSD   |
| Ministre du Travail et de la Justice sociale                                                                  |           | Lia Olguța Vasilescu                                | PSD   |
| Ministre de l'Économie                                                                                        |           | Gheorghe Șimon                                      | PSD   |
| Ministre de l'Énergie                                                                                         |           | Toma Petcu                                          | ALDE  |
| Ministre des Transports                                                                                       |           | Felix Stroe                                         | PSD   |
| Ministre pour le Milieu des affaires, le Commerce et l'Entrepreneuriat                                        |           | Ilan Laufer                                         | PSD   |
| Ministre de la Santé                                                                                          |           | Florian Bodog                                       | PSD   |
| Ministre de la Culture et de l'Identité nationale                                                             |           | Lucian Romașcanu                                    | PSD   |
| Ministre des Eaux et des Forêts                                                                               |           | Doina Pană                                          | PSD   |
| Ministre de la Recherche et de l'Innovation                                                                   |           | Lucian Georgescu                                    | PSD   |
| Ministre des Communications et de la Société d'information                                                    |           | Lucian Șova                                         | PSD   |
| Ministre de la Jeunesse et des Sports                                                                         |           | Marius Dunca                                        | PSD   |
| Ministre du Tourisme                                                                                          |           | Mircea-Titus Dobre                                  | PSD   |
| Ministre pour les Roumains de l'étranger                                                                      |           | Andreea Păstârnac                                   | PSD   |
| Ministre de la Consultation publique et du Dialogue social                                                    |           | Gabriel Petrea                                      | PSD   |
| Ministre pour les Relations avec le Parlement                                                                 |           | Viorel Ilie                                         | ALDE  |
| Ministre délégué aux Fonds européens                                                                          |           | Marius Nica (jusqu'au 22/01/2018)                   | PSD   |
| Ministre déléguée aux Affaires européennes                                                                    |           | Victor Negrescu                                     | PSD   |